# Pyrrhura leucotis
Perico de cara marrón o periquito de orejas blancas (Pyrrhura leucotis) es una especie de ave de la familia Psittacidae, endémica de la Mata Atlántica.

## Descripción
Mide unos 20 cm de largo. El plumaje es principalmente verde, la grupa y el vientre son granate, la cara y la garganta son de color marrón oscuro con una mancha blanca. Al finalizar la larga cola es de color rojizo. Emite una llamada aguda, durante el vuelo, que repite tres o cuatro veces.

## Hábitat y Distribución
Se encuentra en el este de Brasil, desde Río de Janeiro hacia el norte del estado de Bahía. Habita en las copas de los árboles de bosques húmedos de tierras bajas, de hasta 500 m s. n. m.. Su población ha disminuido debido a la deforestación de la amazonia.